# Sinophorus procerus
Sinophorus procerus är en stekelart som beskrevs av Sanborne 1984. Sinophorus procerus ingår i släktet Sinophorus och familjen brokparasitsteklar. Inga underarter finns listade i Catalogue of Life.